# ぼくの大切なともだち
『ぼくの大切なともだち』 (Mon meilleur ami) は、2006年のフランス映画。友人のいない中年男が親友作りに奔走するコメディ映画。

## スタッフ
- 監督 - パトリス・ルコント
- 製作 - オリヴィエ・デルボス（フランス語版）、マルク・ミソニエ（フランス語版）
- 原案 - オリヴィエ・ダザ
- 脚本 - パトリス・ルコント、ジェローム・トネール（フランス語版）
- 撮影 - ジャン＝マリー・ドルージュ（フランス語版）
- 美術 - イヴァン・モシオン
- 編集 - ジョエル・アッシュ（フランス語版）
- 音楽 - グザヴィエ・ドゥメルリアック
- 衣装 - アニー・ペリエ

## キャスト
- ダニエル・オートゥイユ - フランソワ・コスト（美術商）
- ダニー・ブーン - ブリュノ・ブーレー（タクシー運転手）
- ジュリー・ガイエ - カトリーヌ（フランソワの共同経営者）
- ジュリー・デュラン（フランス語版） - ルイーズ・コスト（フランソワの娘）
- ジャック・マトゥー（フランス語版） - ブリュノの父
- マリー・ピレ（フランス語版） - ブリュノの母
- エリザベート・ブールジーヌ - ジュリア
- アンリ・ガルサン（フランス語版） - エティエン・ドゥラモット（テレビ番組プロデューサー）
- ジャック・スピエセル（フランス語版） - レテリエ
- フィリップ・デュ・ジャネラン（フランス語版） - リュック

## あらすじ
美術商のフランソワ（ダニエル・オートゥイユ）は、自分の誕生日を祝う夕食会の席で、葬儀の参列者が7人しかいなかった話をすると、友達がいないからフランソワの葬式には誰も来ないと言われてしまう。そこで自分にも親友ぐらいいると言い張ったため、フランソワは十日以内に親友を連れてこれるかどうか、共同経営者のカトリーヌ（ジュリー・ガイエ）と賭けをすることになってしまう……

## 公開
2006年9月12日にトロント国際映画祭のガラで上映された。フランスではアラス映画祭で2006年11月19日に上映された後、同年12月20日に404館で公開され週間興行成績（2006年12月20～26日）で初登場4位になった。
日本では2008年6月14日に渋谷Bunkamuraル・シネマにて公開された後、全国順次公開された。

## その他
この映画には、クイズ番組 Qui veut gagner des millions? が登場する。これはイギリスのテレビ番組『フー・ウォンツ・トゥ・ビー・ア・ミリオネア』のフランス版である。この番組は日本でも『クイズ$ミリオネア』の題で日本版が2000年から7年間レギュラー放送された。フランス版の司会はジャン＝ピエール・フーコーで、映画の中でも司会者を演じている。